# Anabarhynchus fuscofemoratus
Anabarhynchus fuscofemoratus är en tvåvingeart som beskrevs av Lyneborg 1992. Anabarhynchus fuscofemoratus ingår i släktet Anabarhynchus och familjen stilettflugor. Inga underarter finns listade i Catalogue of Life.